# بادي غراي
بادي غراي (12 يونيو 1892 بسيدني في أستراليا - 19 يوليو 1977) (بالإنجليزية: Paddy Gray)‏ هو لاعب كريكت أسترالي.

## وصلات خارجية
- بادي غراي على موقع إي آس بي آن كريك إنفو (الإنجليزية)